# Dsmitryj Nikulenkau
Dsmitryj Nikulenkau (belarussisch Дзмітрый Нікуленкаў; russisch Дмитрий Никуленков / Dmitri Nikulenkow; englisch Dzmitry Nikulenkau; * 12. Juli 1984 in Minsk, Belarussische SSR, UdSSR) ist ein belarussischer Handballtrainer und ehemaliger Handballspieler, der zumeist auf Rückraum Mitte eingesetzt wurde. 

## Karriere
Der 1,88 m große und 90 kg schwere Rechtshänder begann mit dem Handballspiel in seiner Heimatstadt bei Polytechnik Minsk. Anschließend spielte er für Arkatron Minsk, wo er auch im Europapokal der Pokalsieger 2002/03 debütierte. Am Ende der Saison konnte er die Meisterschaft und den Pokal feiern. Ab der Spielzeit 2004/05 lief er in Polen für KS Kielce auf. Seine erfolgreichste Spielzeit war dort 2005/06, als er Pokalsieger wurde und das Viertelfinale im EHF-Pokal erreichte.
2008 kehrte er in seine Heimat zurück zu HC Dinamo Minsk. Mit Dinamo gewann er fünf weitere Meisterschaften und zwei Pokalsiege. International kam er ins Viertelfinale des EHF-Pokal 2011/12 und ins Achtelfinale der EHF Champions League 2012/13. Nach dem Ausfall mehrerer Sponsoren zog sich Minsk im Februar 2014 aus allen Wettbewerben zurück und stellte alle Spieler frei. Nikulenkau wechselte daraufhin zu Brest GK Meschkow, mit dem er 2014, 2015, 2016, 2017 und 2018 die Meisterschaft sowie den belarussischen Pokal gewann. Im Sommer 2018 schloss er sich dem Ligakonkurrenten SKA Minsk an.
Mit der belarussischen Nationalmannschaft nahm Dsmitryj Nikulenkau an der Weltmeisterschaft 2013 und der Europameisterschaft 2014 teil. Bisher bestritt er 116 Länderspiele, in denen er 198 Tore erzielte.
Seit Sommer 2022 ist er Assistent von Juri Schewzow bei der belarussischen Nationalmannschaft.

## Erfolge
- Belarussischer Meister 2003, 2009, 2010, 2011, 2012, 2013, 2014, 2015, 2016, 2017 und 2018
- Belarussischer Pokalsieger 2003, 2010, 2013, 2014, 2015, 2016, 2017 und 2018
- Polnischer Pokalsieger 2006